# Karl Heinrich Piderit
Karl Heinrich Piderit (* 8. Februar 1857 in Lemgo; † 14. Oktober 1918 in Detmold) war ein deutscher Verwaltungsjurist.

## Leben
Karl Heinrich Piderit studierte Rechtswissenschaft an der Philipps-Universität Marburg. Ostern 1878 renoncierte er beim Corps Hasso-Nassovia. Am 3. Juli 1889 wurde er Corpsschleifenträger. Nach dem Studium trat er in den Staatsdienst des Fürstentums Lippe und wurde zunächst Amtmann in Schötmar. Von 1895 bis zu seinem Tod 1918 war er Landrat im Verwaltungsamt Detmold.

## Auszeichnungen
- Ernennung zum Geheimen Regierungsrat[2]
- Postume Bandverleihung des Corps Hasso-Nassovia (5. Juli 1936)[1]